# Tetrapterys mucronata
Tetrapterys mucronata là một loài thực vật có hoa trong họ Malpighiaceae. Loài này được Cav. miêu tả khoa học đầu tiên năm 1790.